# 파워 레인저 매직 포스 & 트레저 포스
《파워 레인저 매직 포스 & 트레저 포스》(Magic Rangers The Movie & Bokengers The Movie)는 일본에서 제작된 모로타 사토시 감독의 2006년 영화이다. 하시모토 아츠시 등이 주연으로 출연하였다.

## 출연

### 주연
- 하시모토 아츠시
- 카이 아사미
- 이토 유키
- 마츠모토 히로야
- 벳푸 아유미
- 타카하시 미츠오미
- 사이토 야스카
- 미카미 마사시
- 나카무라 치세
- 스에나가 하루카
- 데아이 마사유키

### 조연
- 이치카와 요스케
- 히라타 카오루
- 소가 마치코
- 야마노우치 메이비
- 호란 치아키
- 키타가미 토모미
- 소가 마치코
- 와타나베 아즈사
- 사이키 시게루
- 타나카 노부오
- 오오타카 히로오
- 야마자키 마미
- 와타리 히로시
- 쿠라타 야스아키
- 호시이 나나세
- 이즈카 쇼조

## 기타
- 원작자: 하테 사부로
- 조명: 타케다 카츠조
- 조명: 호리 나오유키
- 미술: 오타니 카즈마사
- 시각효과: 부츠다 히로시
- 무술연출: 이시가키 히로후미